# Kanton Mirebeau
Mirebeau is een voormalig kanton van het departement Vienne in Frankrijk. Het kanton maakte deel uit van het arrondissement Poitiers. Het werd opgeheven bij decreet van 26 februari 2014 met uitwerking op 22 maart 2015. Alle gemeenten zijn opgenomen in het nieuwe kanton Migné-Auxances.

## Gemeenten
Het kanton Mirebeau omvatte de volgende gemeenten:
- Amberre
- Champigny-le-Sec
- Cherves
- Cuhon
- Maisonneuve
- Massognes
- Mirebeau (hoofdplaats)
- Thurageau
- Varennes
- Vouzailles